# Laestadianizmus

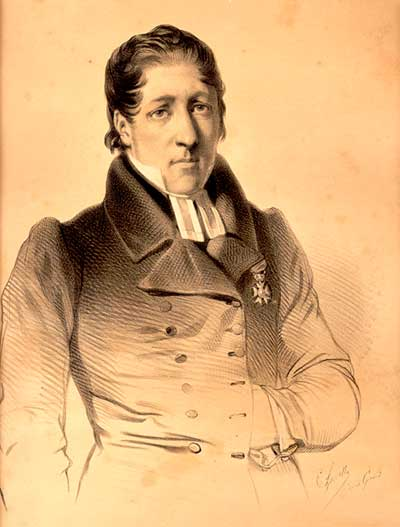
Lars Levi Laestadius (1800-1861)

A laestadianizmus egy konzervatív vallási irányzat a skandináviai evangélikus egyházon belül. Alapítójáról, Lars Levi Laestadiusról nevezték el, aki maga is lelkészként hirdette ezeket a szigorú tanokat az 1800-as évek második felében. A mozgalom Észak-Svédországban bontakozott ki, ahol Laestadius szolgált.
Bár maga a mozgalom főképp Skandináviában él és virágzik, 23 országban működtetnek laestadianista missziót. Az egész világon körülbelül 177 000-212 000 laestadiánus lehet. Skandinávián kívül nagy számban élnek az Egyesült Államokban és Oroszországban.
A mozgalomnak 19 különböző ága volt, melyekből 15 még ma is aktív. A három legnagyobb ág a Konzervatív laestadianizmus, az Elsőszülőtt laestadianimus, és a Béke Szava-csoport az Egyesült Államokban és Kanadában Amerikai Apostoli Evangélikus Egyházként ismertek. A többi ág kisebb és inaktívabb, úgy mint az Élet szava (finnül Elämän Sana) csoport, amely mindazonáltal prominens szerepet tölt be a finnországi evangélikus egyházban: kétszer adtak már püspököt Oulu városának, és egyszer a Finn Hadsereg tábori lelkészeként is szolgált már laestadiánus.
A laestadiánusok úgy köszöntik egymást, hogy azt mondják: Jumalan terve (Isten üdvözlete), és ha távoznak, akkor azt: Jumalan rauhaan (Isten békéje). Finnországban az általuk használt Szentírás a finn Biblia 1776-os fordítása, amely, az újabb fordításokkal ellentétben, a Textus Receptust (lat. elfogadott szöveg) veszi alapul. Az amerikai és kanadai hívők a King James Version-t használják, mert az is az eredeti szövegen alapul.

## Történet
A mozgalom elnevezése Lars Levi Laestadiusra megy vissza, aki botanikus és lelkész volt. Amikor az 1840-es években Észak-Svédországban szolgált lelkészként, akkor indította el a mozgalmát. Találkozott egy számi nővel, név szerint Milla Clementsdotterrel, aki egy ébredési mozgalom tagja volt. Ő mesélt Laestadiusnak spirituális élményeiről és a találkozó után Laestadius megértette az élő hit titkát. A béke, a megbocsátás mind az örök élet felé visz. A mozgalom Svédországból indult ki, és terjedt el Finnország és Norvégia területén is. Követőit keresztényeknek hívták, de egyesek elkezdték őket laestadiánusoknak hívni.

## Fordítás
Ez a szócikk részben vagy egészben  a   Lestadiolaisuus című finn Wikipédia-szócikk ezen változatának fordításán alapul.  Az eredeti cikk szerkesztőit annak laptörténete sorolja fel. Ez a jelzés csupán a megfogalmazás eredetét és a szerzői jogokat jelzi, nem szolgál a cikkben szereplő információk forrásmegjelöléseként.